# Anoplodrepanus
Anoplodrepanus là một chi bọ cánh cứng thuộc họ Scarabaeidae.